# Trichoscypha
Genre
Trichoscypha est un genre de plantes de la famille des Anacardiaceae.

## Liste d'espèces
Selon Catalogue of Life (8 août 2017) :
- Trichoscypha acuminata Engl.
- Trichoscypha arborea (A. Chev.) A. Chev.
- Trichoscypha baldwinii Keay
- Trichoscypha barbata Breteler
- Trichoscypha bijuga Engl.
- Trichoscypha blydeniae Breteler
- Trichoscypha bracteata Breteler
- Trichoscypha cavalliensis Aubrev. & Pellegr.
- Trichoscypha debruijnii Breteler
- Trichoscypha engong Engl. & Brehmer
- Trichoscypha hallei Breteler
- Trichoscypha imbricata Engl.
- Trichoscypha laxiflora Engl.
- Trichoscypha laxissima Breteler
- Trichoscypha liberica Engl.
- Trichoscypha linderi Breteler
- Trichoscypha longifolia (Hook. fil.) Engl.
- Trichoscypha lucens Oliver
- Trichoscypha mannii Hook. fil.
- Trichoscypha nyangensis Pellegr.
- Trichoscypha oddonii De Wild.
- Trichoscypha oliveri Engl.
- Trichoscypha olodiana Breteler
- Trichoscypha patens (Oliv.) Engl.
- Trichoscypha pauciflora Van der Veken
- Trichoscypha reygaertii De Wild.
- Trichoscypha rubicunda Lecomte
- Trichoscypha smythei Hutchinson & Dalziel

Selon NCBI (8 août 2017) :
- Trichoscypha acuminata
- Trichoscypha arborea
- Trichoscypha klainei
- Trichoscypha patens
- Trichoscypha preussii
- Trichoscypha ulugurensis

Selon The Plant List (8 août 2017) :
- Trichoscypha abut Engler & V. Brehm
- Trichoscypha acuminata Engl.
- Trichoscypha arborea (A.Chev.) A.Chev.
- Trichoscypha baldwinii Keay
- Trichoscypha bijuga Engl.
- Trichoscypha cavalliensis Aubrév. & Pellegr.
- Trichoscypha debruijnii Breteler
- Trichoscypha ferruginea Engl.
- Trichoscypha gossweileri Exell & Mendonça
- Trichoscypha hallei Breteler
- Trichoscypha laxiflora Engl.
- Trichoscypha liberica Engl.
- Trichoscypha longifolia (Hook. f.) Engl.
- Trichoscypha lucens Oliv.
- Trichoscypha mannii Hook. f.
- Trichoscypha oddonii De Wild.
- Trichoscypha oliveri Engl.
- Trichoscypha patens (Oliv.) Engl.
- Trichoscypha pauciflora Van der Veken
- Trichoscypha preussii Engl.
- Trichoscypha reygaertii De Wild.
- Trichoscypha smythei Hutch. & Dalziel
- Trichoscypha ulugurensis Mildbr.

Selon Tropicos (8 août 2017) (Attention liste brute contenant possiblement des synonymes) :
- Trichoscypha abut Engler & V. Brehm
- Trichoscypha acuminata Engl.
- Trichoscypha albiflora Engl.
- Trichoscypha altescandens Van der Veken
- Trichoscypha arborea A. Chev.
- Trichoscypha arborescens Van der Veken
- Trichoscypha atropurpurea Engl.
- Trichoscypha baldwinii Keay
- Trichoscypha barbata Breteler
- Trichoscypha beguei Aubrév. & Pellegr.
- Trichoscypha bijuga Engl.
- Trichoscypha bracteata Breteler
- Trichoscypha braunii Engl.
- Trichoscypha buettneri Engl.
- Trichoscypha camerunensis Engl.
- Trichoscypha cavalliensis Aubrév. & Pellegr.
- Trichoscypha chevalieri Aubrév. & Pellegr.
- Trichoscypha congoensis Engler Ex De Wilde
- Trichoscypha debruijnii Breteler
- Trichoscypha diversifoliolata Van der Veken
- Trichoscypha ealaensis Van der Veken
- Trichoscypha engong Engl. & Brehmer
- Trichoscypha ferruginea Engl.
- Trichoscypha gambana Jongkind
- Trichoscypha gossweileri Exell & Mendonça
- Trichoscypha hallei Breteler
- Trichoscypha heterophylla Engl. & Brehmer
- Trichoscypha imbricata Engl.
- Trichoscypha kwangoensis Van der Veken
- Trichoscypha laxiflora Engl.
- Trichoscypha lescrauwaetii De Wild.
- Trichoscypha liberica Engl.
- Trichoscypha liketensis Van der Veken
- Trichoscypha longifolia (Hook. f.) Engl.
- Trichoscypha longipetala Baker f.
- Trichoscypha lucens Oliv.
- Trichoscypha mannii Hook. f.
- Trichoscypha mildbraedii Engl. & Brehmer
- Trichoscypha nyangensis Pellegr.
- Trichoscypha oba Aubrév. & Pellegr.
- Trichoscypha oddonii De Wild.
- Trichoscypha oliveri Engl.
- Trichoscypha paniculata Engl.
- Trichoscypha parviflora Engl.
- Trichoscypha parvifoliolata Van der Veken
- Trichoscypha patens (Oliv.) Engl.
- Trichoscypha pauciflora Van der Veken
- Trichoscypha preussii Engl.
- Trichoscypha reygaertii De Wild.
- Trichoscypha rhoifolia Engl. & Brehmer
- Trichoscypha rubicunda Lecomte
- Trichoscypha scandens Van der Veken
- Trichoscypha silveirana Exell & Mendonça
- Trichoscypha smeathmannii Keay
- Trichoscypha smythei Hutch. & Dalziel
- Trichoscypha soyauxii Engl. & Bremer
- Trichoscypha submontana Van der Veken
- Trichoscypha talbotii Baker f.
- Trichoscypha ulugurensis Mildbr.
- Trichoscypha victoriae Engl.
- Trichoscypha volubilis Van der Veken
- Trichoscypha yapoensis Aubrév. & Pellegr.